# حمله با چاقو ۲۰۱۵ نیس
در ۳ فوریه ۲۰۱۵، سه سرباز، که از یک مرکز جامعه یهودیان در شهر نیس، فرانسه محافظت می‌کردند، توسط موسی کولیبالی، یک تروریست گرگ تنها، با چاقو مورد حمله قرار گرفتند.

## حمله
سه سرباز در بیرون از یک ساختمان جامعه یهودیان در حال گشت زنی بودند که یک ایستگاه رادیویی یهودی را در خود جای داده بود. مهاجم به اسم «موسی کولیبالی» با چاقویی ۲۰ سانتی‌متری (۷٫۸ اینچی) با هدف قرار دادن گلوی سرباز به سمت یکی از سربازان هجوم برد. کولیبالی فقط موفق شد آن سرباز را قبل از زخمی شدن بازوی دیگر، از ناحیه صورت مجروح کند. جلیقه‌های ضد گلوله که توسط سربازان پوشیده شده بود از آسیب دیدگی جدی جلوگیری می‌کرد.
کولیبالی هنگام تلاش برای فرار دستگیر شد. گفته می‌شود دو همدست از صحنه فرار کرده و هنوز دستگیر نشده‌اند.

## مجرم
موسی کولیبالی (به انگلیسی: Moussa Coulibaly)، سی ساله، قبلاً به جرم سرقت مسلحانه و جرایم مرتبط با مواد مخدر محکوم شده بود. در ۲۸ ژانویه ۲۰۱۵ او به ترکیه رفت، در آن زمان ترکیه مقصدی محبوب برای جوانان اروپایی بود که قصد جنگ برای داعش را داشتند، اما مقامات امنیتی فرانسه با مقامات ترکیه تماس گرفتند که او را به فرانسه بازگرداندند.
او در دسامبر سال ۲۰۱۴ به دلیل اشتراک اعتقادات مذهبی خود در یک سالن ورزشی در مانت-اژولی، ایل-دو-فرانس، شهری که با پدر و مادر و خواهر و برادرش زندگی می‌کرد، توسط پلیس مورد بازجویی قرار گرفت. پلیس در زمان حمله اسناد دست‌نویس مربوط به دین را در اتاق هتل نزدیک شهر Gare de Nice-Ville که وی در آن اقامت داشت پیدا کرد.
کولیبالی پس از دستگیری در مورد نفرت خود از فرانسه، یهودیان و ارتش فرانسه صحبت کرد.

### روند قانونی
کولیابی به اتهام اقدام به قتل در طی یک عملیات تروریستی متهم شد.

## واکنش
دونالد ترامپ، رئیس‌جمهور آمریکا ، این اتفاق را یکی از چندین حادثه تروریستی توصیف کرد که «در رسانه‌های خبری» بارتاب نیافت.